# Dui Finn
Dui Finn, figlio di Sétna Innarraid (... – ...), è stato, secondo la leggenda e la tradizione storica irlandese medievale, re supremo d'Irlanda.
Prese il potere uccidendo il suo predecessore, che aveva ucciso il padre di Dui, Siomón Brecc. Regnò per dieci anni prima di essere ucciso dal figlio di Siomón, Muiredach Bolgrach. Il Lebor Gabála Érenn sincronizza il suo regno con quelli di Serse I (485–465 a.C.) e di Artaserse I (465-424 a.C.) di Persia. Goffredo Keating data il suo regno dal 679-674 a.C. mentre gli Annali dei Quattro Maestri dal 904 all'894 a.C.